# John Legend
John Legend, właśc. John Stephens (ur. 28 grudnia 1978 w Springfield) – amerykański piosenkarz R&B, kompozytor i pianista. Laureat Oscara za najlepszą piosenkę oryginalną („Glory”).

## Życiorys
Rozpoczął edukację muzyczną w wieku czterech lat; wykonywał utwory gospel na pianinie klasycznym oraz śpiewał w kościelnym chórku dziecięcym. W wieku 16 lat ukończył Springfield North High School, następnie uczęszczał do uniwersytetu w Pensylwanii, w którym przewodził Counterparts, grupie śpiewającej a cappella.

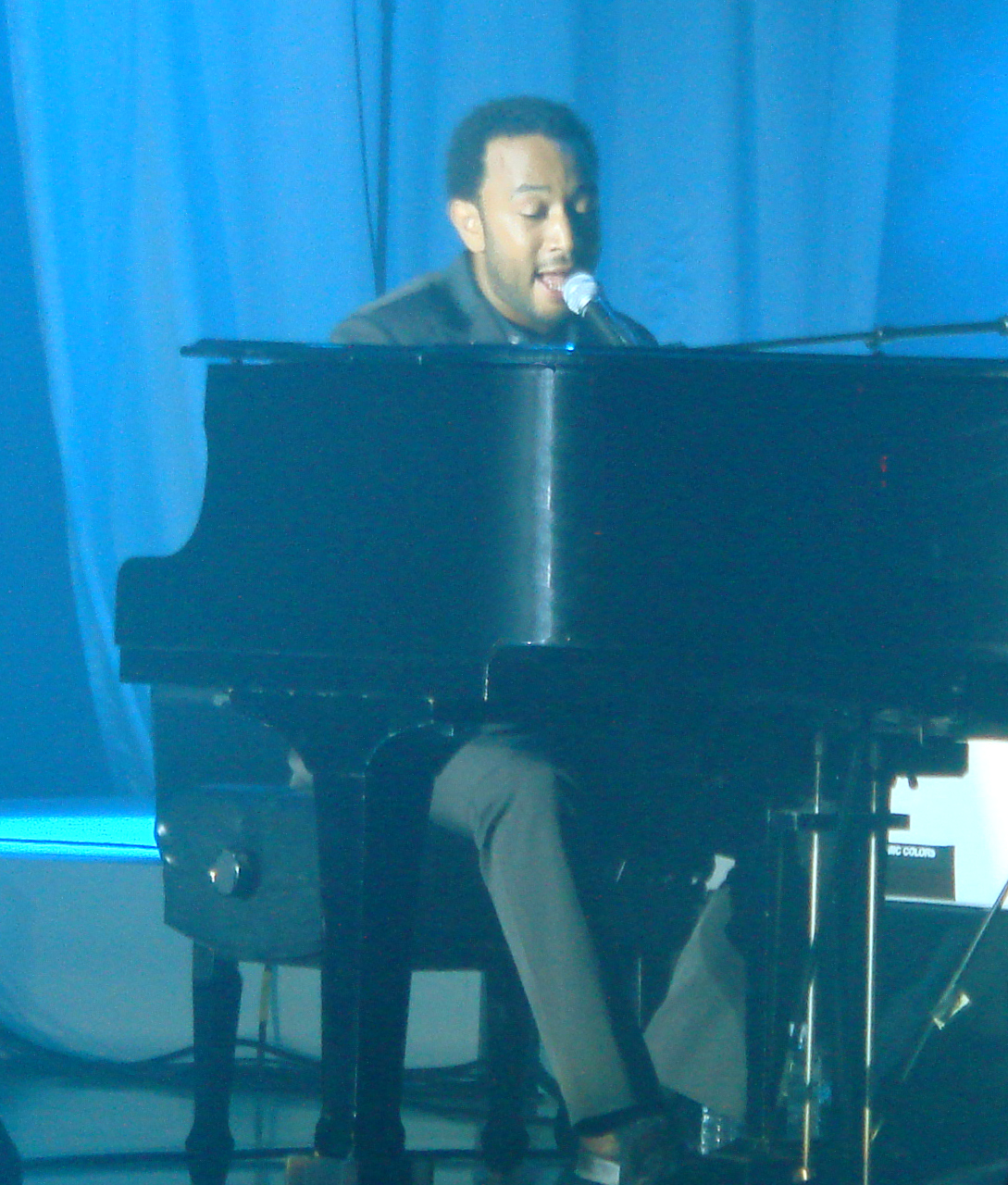
Legend (2006)

Pracował w Boston Consulting Group w Bostonie, a później w Nowym Jorku. Występował w mniejszych klubach w Nowym Jorku, Filadelfii i Waszyngtonie. Współlokator Lengeda, Devon Harris, przedstawił go swojemu kuzynowi, wtedy jeszcze wschodzącej gwieździe hip-hopu, Kanye Westowi. Od tego momentu duet często pracował razem, Legend m.in. asystował Westowi podczas produkcji jego pierwszego albumu pt. The College Dropout, śpiewając chórki w niektórych refrenach. Podpisał także kontrakt z wytwórnią Westa – G.O.O.D. Music, w której pod koniec 2004 wydał swój debiutancki album pt. Get Lifted. Legend grał również na pianinie w piosence Lauryn Hill „Everything is Everything”, „You Don't Know My Name” Alicii Keys, „High Road” Fort Minor i „Like that” Black Eyed Peas. 

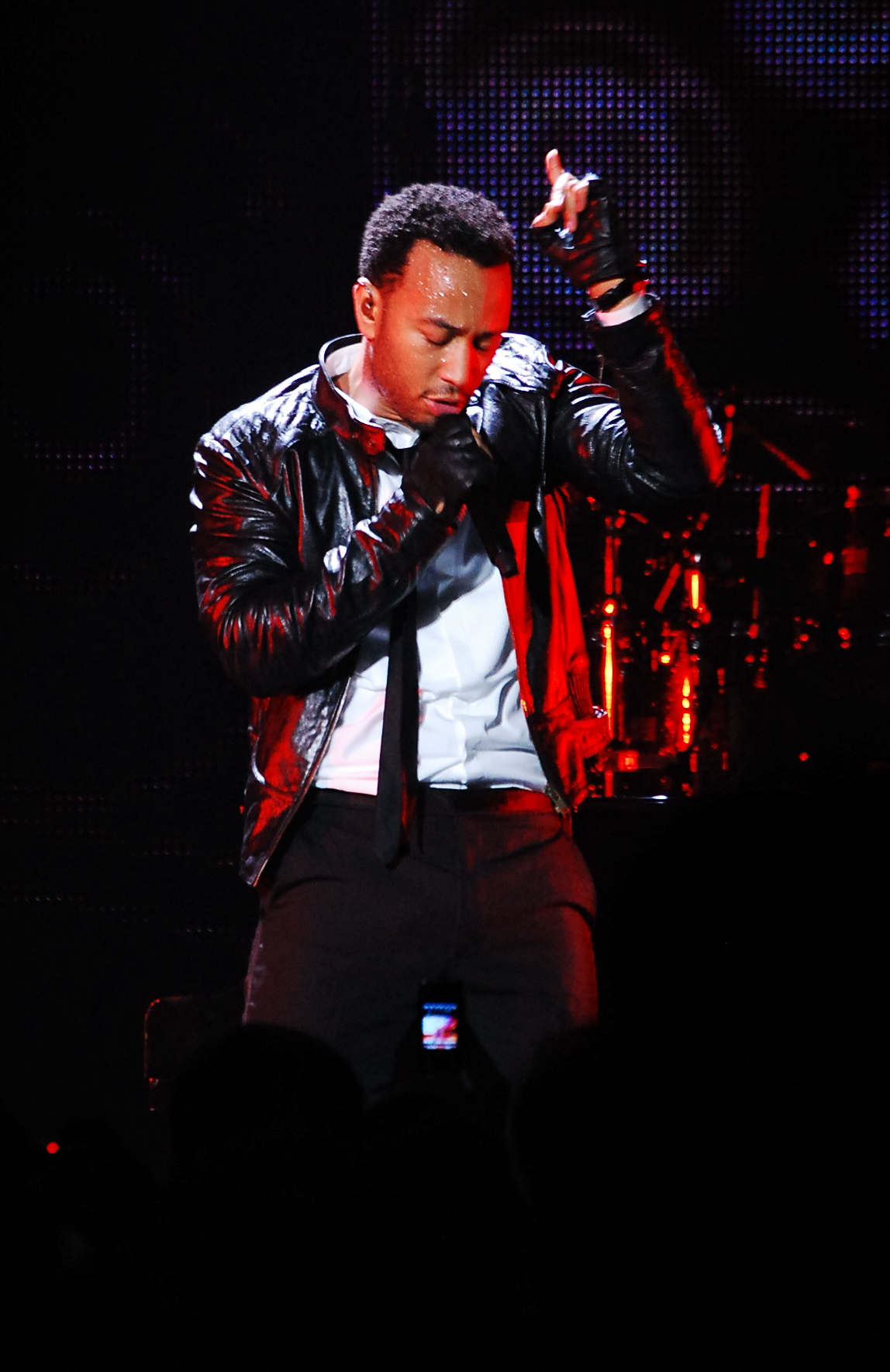
Legend w Upper Darby (2008)

W 2006 wydał album pt. Once Again, który promował singlem „Save Room”. W 2008 wydał album pt. Evolver z singlami: „Everybody Knows” i „It’s Over”, który nagrał w duecie z Kanye’em Westem. 30 sierpnia 2013 wydał album pt. Love in the Future, który promował singlami: „Who Do We Think We Are”, „Made to Love”, „All of Me” i „You & I (Nobody in the World)”. Wydawnictwo uzyskało certyfikat platynowej płyty za wysoką sprzedaż w Polsce
W 2015 otrzymał Nagrodę Akademii Filmowej za najlepszą piosenkę oryginalną – utwór „Glory”, który nagrał z raperem Commonem na potrzeby ścieżki dźwiękowej do filmu Selma. Zagrał wokalistę Keitha w filmie La La Land (2016), a na potrzeby swojej roli nauczył się grać na gitarze. 2 grudnia 2016 wydał album pt. Darkness and Light, który promował singlami: „Love Me Now” i „Penthouse Floor”. Wiosną 2019 został trenerem w 16. edycji amerykańskiego programu The Voice.

### Życie prywatne
W 2013 ożenił się z modelką Chrissy Teigen. Mają czwórkę dzieci: córkę Lunę (ur. 2016), syna Milesa (ur. 2018), córkę Esti (ur. 2023) i syna Wrena (ur. 2023), który przyszedł na świat dzięki surogatce.

## Muzyka
Choć utwory Legenda są głównie nasycone R&B i soulem, sam artysta przyznaje, że duży wpływ na ich całokształt ma muzyka gospel, głównie dlatego, że była to muzyka jego dzieciństwa. Jedną z ważniejszych ról odgrywa także fortepian, na którym Legend uczył się grać od najmłodszych lat, i co jest także jednym z powodów, dla których artysta sam komponuje swoje utwory.

## Dyskografia

### Albumy studyjne
- Get Lifted (2004)
- Once Again (2006)
- Evolver (2008)
- Wake Up! (2010; z The Roots)
- Love in the Future (2013)

### Albumy koncertowe
- Live at SOB's (2002)
- Solo Sessions Vol. 1 – „Live at the Knitting Factory (2003)
- The John Legend Collection (2006)

### Single
- 2004 – „Used to Love U” (Get Lifted)
- 2005 – „Ordinary People” (Get Lifted)
- 2005 – „Number One” (z Kanye’em Westem) (Get Lifted)
- 2005 – „So High” (Get Lifted)
- 2006 – „Save Room” (Once Again)
- 2006 – „Heaven” (Once Again)
- 2007 – „P.D.A. (We Just Don't Care)” (Once Again)
- 2007 – „Another Again” (Once Again)
- 2007 – „Stereo” (Once Again)
- 2007 – „Another Again” (Once Again)
- 2007 – „Show Me” (Once Again)
- 2008 – „Green Light” (z André 3000) (Evolver)
- 2008 – „If You're Out There” (Evolver)
- 2009 – „Everybody Knows” (Evolver)
- 2009 – „It's Over” (z Kanye’em Westem) (Evolver)
- 2013 – „All of Me” (Love in the Future)
- 2014 – „You & I (Nobody in the World)” (Love in the Future)
- 2014 – „Glory” (Selma)
- 2020 – „Minefields” (oraz Faouzia) – złota płyta w Polsce[7]